# Standardstern
Als Standardsterne werden in der Astronomie stabil strahlende Fixsterne bezeichnet, die als Referenz für astrometrische und fotometrische Messungen dienen, vor allem für scheinbare Helligkeit, Spektralklasse oder Radialgeschwindigkeit. Ein Standardstern muss hinsichtlich der betreffenden Beobachtungsgröße genau vermessen und seine Stabilität durch langjährige Beobachtungen abgesichert sein. Mehrere Standardsterne definieren ein Bezugsystem solcher Messgrößen und werden zur Kalibrierung der Messinstrumente verwendet.

## Geschichtliche Entwicklung
Die Skala der Sternhelligkeiten geht auf die von Hipparchos stammende Einteilung in 1. bis 6. Größenklasse zurück, die 1850 durch ein logarithmisches Gesetz verfeinert wurde. Diese Skala wurde bis etwa 1950 auf den Polarstern bezogen, der in ihr die Magnitudo 2,12 mag erhielt. De facto war auch Wega ein Bezugspunkt, für die eine Helligkeit von 0,0 festgesetzt wurde.
Als sich herausstellte, dass der Polarstern ein schwach Veränderlicher ist, wurde 1922 die internationale Polsequenz von etwa 50 Sternen verschiedener Helligkeiten eingeführt und später auf 96 Sterne erweitert.
Heute erfolgt die Messung der Helligkeit von Sternen in der Regel mit Hilfe von CCD-Sensoren und unter Verwendung von Filtersystemen, die je nach Anwendung zu wählen sind, beispielsweise das UBV-System.

## UBV-System
Die Nullpunkte für die verschiedenen Filterbereiche des häufig verwendeten UBV-Systems wurden so gewählt, dass die U−B- und die B−V-Farbindices für einen (nicht durch Extinktion beeinflussten) A0V-Stern null werden, die Helligkeiten dieser Sterne also in diesen Filterbereichen identisch sind. (A0V-Sterne weisen eine relativ konstante Intensität über den gesamten visuellen Bereich des Spektrums auf.) Zur Kalibrierung wird dementsprechend eine Reihe von A0V-Sternen verwendet.
Das UBV-System (1955) wurde in den 1960er-Jahren auf den Südhimmel erweitert durch zonenweise Ausgleichung von Anschlusssternen.